# クリエイティヴ・アーティスツ・エージェンシー
クリエイティヴ・アーティスツ・エージェンシー（Creative Artists Agency）は、アメリカ合衆国の大手エージェンシーの1つ。
ウィリアム・モリス・エンデヴァー（WME）、ICMパートナーズ（ICM）、ユナイテッド・タレント・エージェンシー(UTA)、と並び、ハリウッド4大エージェンシーに数えられる。
俳優、女優、歌手、脚本家、監督、プロデューサー等、抱える数は約2000名。人数300名。

## 概要
同社は1975年創立のカリフォルニア州労働監督庁の支配下に置かれる世界最大のタレント代理業務事業会社。株の公開はしていない。W.M.A.（ウィリアム・モリス・エージェンシー）のテレビエージェントだったマイケル・オーヴィッツが、仲間のエージェントと共に離反。銀行から数千万円の借金をし、WMAの同僚ロン・マイヤー（現・ユニバーサル・スタジオ最高責任者）、ウィリアム・ヘイバー、マイケル・ローゼンフェルド、ローランド・パーキンズの5名でロサンゼルスのセンチュリーシティーにC.A.A.(Creative Artists Agency)を設立。
当時の社員は5名、受付は社員の妻達が担当していた。5名のエージェントに車は2台しかなかった。設立当時の会社の社訓は「皆が一人の為に、一人が皆の為に」を掲げ、ハリウッドで初めて日本の会社組織を意識したモットーを取り入れた会社でもあった。ダスティン・ホフマン主演の映画『トッツィー』（1982年公開）に、当時のCAA本社がロケセットとして使用され、映画監督で俳優のシドニー・ポラックが、ホフマンの担当エージェントとして出演している。
オーヴィッツらは設立以来の10年間は当時のアメリカでは珍しいパッケージングにより、映画会社に企画を売り込み、莫大な手数料を得て、1980年代後期には飛ぶ鳥を落とす勢いで、米国の一大新興勢力として君臨。1988年にはビバリーヒルズに中国人建築家I.M.ペイがデザインした本社ビルを構える。
2018年1月より傘下のC.A.A.グローバルの最高経営責任者（CEO）に元ニールセンホールディングスのグローバルプレジデント兼最高執行責任者（COO）のスティーブ・ハスカー氏が就任、C.A.A.の取締役会にも加わる。

## 社歴
- 1975年　ウィリアム・モリス・エージェンシーを離反した若手エージェント5名で、ロサンゼルスのセンチュリーシティに創設。
- 1989年9月にはソニーのハリウッド進出の代理をし、日米摩擦の起爆剤となった約4,000億円にも及ぶコロムビア映画の買収を成功させ、手数料として約50億円を受け取る（当時の顛末は、キム・マスターズ『Hit And Run』で克明に書かれているが、日本ではキネマ旬報社によって出版予定だったが、発売前に全てソニーによって買取り破棄された）。
- 1991年には松下電器産業のユニバーサル映画買収を手がけた。米業界誌プレミアマガジンの「ハリウッドで最も影響力のある人物トップ100」で、5年連続1位に輝いた。
- 1995年、突然オーヴィッツは同社を辞任。ウォルト・ディズニー社の社長として迎え入れられるが、退職金100億円と共に13ヶ月で退任。これが株主による長期に渡る訴訟沙汰の原因になる。
- 2007年4月には新社屋を元のセンチュリー・シティに完成。
- 2009年に日本の芸能事務所吉本興業と業務提携する。
- 2012年に日本のゲーム会社プレミアムエージェンシーと業務提携する。

## その他
- 世界9都市にエージェンシーを構える。2004年には北京にもアジアエージェンシーを置き、中国人も所属している。
- 近年はCAA Sportsを設立し、学生アスリートやデレク・ジーターやデビッド・ベッカム等のプロ選手の代理も所属し、球団ではニューヨーク・ヤンキースやロサンゼルス・ドジャースも代理契約。
- ここ数年、「グエムル」のポン・ジュノ、「私の頭の中の消しゴム」のイ・ジェハン等、韓国人監督5名と契約する等、アジア映画人とのコネクションを密にしている。

## 拠点
以下の場所に拠点を置く。
- カリフォルニア州ロサンゼルス
- ニューヨーク州ニューヨーク
- テネシー州ナッシュビル
- ミズーリ州カンザスシティ
- ミズーリ州セントルイス
- イギリス・ロンドン
- カナダ・カルガリー
- スウェーデン・ストックホルム
- 中国・北京

## 主なクライアント

### 政治家
- ジョー・バイデン（第46代アメリカ合衆国大統領）[2]

### 俳優
- エイミー・ヘッカーリング
- アンドリューW.K.
- アン・ハサウェイ
- ビル・ナイ
- ボブ・ディラン
- ブラッド・ピット
- ブルース・ウィリス
- キャメロン・ディアス
- コリン・ファレル
- コリン・ハンクス
- コートニー・コックス
- ダフト・パンク
- ドリュー・バリモア
- エレン・ポンピオ
- エミー・ロッサム
- エヴァンジェリン・リリー
- ファムケ・ヤンセン
- ジョージ・クルーニー
- ヘレン・ミレン
- ヒラリー・ダフ
- ヒュー・ローリー
- ジャッキー・チェン
- ジャレッド・レト
- ジェイソン・ステイサム
- ジェニファー・アニストン
- ジェシー・マッカートニー
- ジェシカ・ビール
- ジョン・シングルトン
- ジョーダン・スパークス
- ジュリア・ロバーツ
- ジュリアン・ムーア
- ケイト・ベッキンセイル
- スカーレット・ヨハンソン
- カレン・モク
- ケイト・ウィンスレット
- ケイト・ブランシェット
- ケイティ・ホームズ
- キアヌ・リーブス
- ケリー・クラークソン
- クリスティン・チェノウェス
- デイジー・リドリー
- リンジー・ローハン
- マリリン・マンソン
- マット・ディロン
- モーラ・ティアニー
- メリル・ストリープ
- マイケル・J・フォックス
- ミシェル・ファイファー
- ナオミ・ハリス
- ナタリー・ポートマン
- ニコラス・ケイジ
- ニコール・キッドマン
- オーランド・ブルーム
- ピアース・ブロスナン
- リース・ウィザースプーン
- ロビン・ウィリアムズ
- シアーシャ・ローナン
- セレーナ・ゴメス
- トム・クルーズ
- トム・ハンクス
- ヴィン・ディーゼル
- ザック・エフロン
- ウー・イーファン
- 菊地凛子
- 浅野忠信
- 田村英里子
- 西島秀俊
- 石橋貴明（〜90年代）

### 映画監督
- フロリアン・ヘンケル・フォン・ドナースマルク
- ジョン・ウー
- M・ナイト・シャマラン
- ローランド・エメリッヒ
- ソフィア・コッポラ
- スティーヴン・スピルバーグ
- テレンス・マリック
- 北村龍平

### ミュージシャン・歌手
- アリーヤ
- アラニス・モリセット
- クリスタル・マイヤーズ
- ボン・ジョヴィ
- ジョン・メイヤー
- トム・ヨーク
- マイケル・ジャクソン（90年代）
- 坂本龍一（90年代）
- マーク (GOT7)
- YOASOBI
- 新しい学校のリーダーズ

### スポーツ選手
- イーライ・マニング
- デレク・ジーター
- ペイトン・マニング
- ライアン・ブラウン
- ライアン・ハワード
- デビッド・ベッカム
- ソン・フンミン
- 大谷翔平
- キム・ヘソン

### その他
- スティーヴン・キング - 作家